# Ant & Dec’s Saturday Night Takeaway
Ant & Dec’s Saturday Night Takeaway (auch: Saturday Night Takeaway oder SNT) ist eine britische Live-Fernseh-Show, moderiert und produziert von Ant & Dec.
Die Show wurde zum ersten Mal am 8. Juni 2002 auf dem Sender ITV ausgestrahlt. Teile der Show werden auf den YouTube-Kanal von Saturday Night Takeaway hochgeladen.

## Ausstrahlungen
| Staffel | Episoden | Startdatum         | Enddatum          | Durchschnittliche Zuschauer (Mio.) |
| ------- | -------- | ------------------ | ----------------- | ---------------------------------- |
| 1       | 6        | 8. Juni 2002       | 13. Juli 2002     | 4.76                               |
| 2       | 11       | 11. Januar 2003    | 23. März 2003     | 7.91                               |
| 3       | 6        | 13. März 2004      | 17. April 2004    | 7.86                               |
| 4       | 6        | 2. Oktober 2004    | 6. November 2004  | 7.97                               |
| 5       | 10       | 12. Februar 2005   | 16. April 2005    | 7.68                               |
| Spezial | 1        | 24. Dezember 2005  | 24. Dezember 2005 | 6.22                               |
| 6       | 6        | 16. September 2006 | 21. Oktober 2006  | 7.22                               |
| 7       | 6        | 8. September 2007  | 13. Oktober 2007  | 6.25                               |
| 8       | 6        | 16. Februar 2008   | 23. März 2008     | 7.27                               |
| 9       | 6        | 14. Februar 2009   | 21. März 2009     | 6.63                               |
| 10      | 7        | 23. Februar 2013   | 6. April 2013     | 7.82                               |
| 11      | 7        | 22. Februar 2014   | 5. April 2014     | 7.61                               |
| 12      | 7        | 21. Februar 2015   | 4. April 2014     | 6.91                               |
| 13      | 7        | 20. Februar 2016   | 2. April 2016     | 7.71                               |
| 14      | 7        | 25. Februar 2017   | 8. April 2017     | 7.94                               |
| 15      | 7        | 24. Februar 2018   | 7. April 2018     | 8.43                               |

## Moderation
| Staffel           | Hauptmoderation | Nebenmoderation                   |
| ----------------- | --------------- | --------------------------------- |
| Staffel 1 (2002)  | Ant & Dec       | -                                 |
| Staffel 2 (2003)  | Ant & Dec       | -                                 |
| Staffel 3 (2004)  | Ant & Dec       | -                                 |
| Staffel 4 (2004)  | Ant & Dec       | -                                 |
| Staffel 5 (2005)  | Ant & Dec       | Kristy Gallacher                  |
| Spezial (2005)    | Ant & Dec       | Kristy Gallacher                  |
| Staffel 6 (2006)  | Ant & Dec       | Kristy Gallacher                  |
| Staffel 7 (2007)  | Ant & Dec       | Kristy Gallacher                  |
| Staffel 8 (2008)  | Ant & Dec       | Kristy Gallacher                  |
| Staffel 9 (2009)  | Ant & Dec       | Kristy Gallacher                  |
| Staffel 10 (2013) | Ant & Dec       | Ashley Roberts                    |
| Staffel 11 (2014) | Ant & Dec       | Ashley Roberts                    |
| Staffel 12 (2015) | Ant & Dec       | Ashley Roberts                    |
| Staffel 13 (2016) | Ant & Dec       | Ashley Roberts & Stephen Mulhern  |
| Staffel 14 (2017) | Ant & Dec       | Stephen Mulhern & Scarlett Moffat |

## Formate
Die Show verfügt über einige Formate, welche während der Sendezeit gezeigt werden:
- Undercover: In diesem Format suchen sich Ant & Dec einen Prominenten und spielen ihm über den Tag verteilt mehrere Streiche. Dabei interagieren sie meist direkt mit den Prominenten, ohne dass diese es merken – sie sind verkleidet.

Bereits in diesem Format waren Prominente wie Simon Cowell, Stephen Mulhern, Olly Murs, Jamie Oliver und viele mehr.
- Get Out Of Me Ear!: Ein Prominenter verspricht alles zu tun und zu sagen, was Ant & Dec ihm vorgeben. Dabei wird der Prominente meist an einen öffentlichen Ort gebeten oder es werden Bürger zu diesen ins Haus eingeladen.

Bereits in diesem Format waren Prominente wie Dermot O’Leary, Robbie Williams & Ayda Fields, Jeremy Kyle und viele mehr.
- Little Ant & Dec: Die „Mini-Versionen“ von Ant & Dec werden zu verschiedenen Prominenten geschickt, mit denen sie Interviews führen.

Bereits in diesem Format waren Prominente wie David Beckham, Sir Bruce Forsyth, One Direction, Mila Kunis, Russel Brand und viele mehr.
- Ant VS. Dec: In diesem Format stellen sich Ant & Dec Challenges. Manchmal werden sie dabei von einem Team unterstützt. Diese Challenges werden kurz bevor sie beginnen von einem zweiten Moderator (siehe: Moderation) vorgestellt. Beide wissen nicht, welcher Challenge sie sich stellen müssen.

Bisherige Challenges waren zum Beispiel: Live Size Pacman, Mastermind (Quiz), Fairway of Fire (Golf), Time To Tap Dance (Tap Dance Challenge) und viele mehr.
- Win the ads: Hier habt ein zufällig ausgewählter Zuschauer die Möglichkeit durch Beantwortung von Fragen eine Menge Preise zu gewinnen. Die Fragen werden zu aktuellen Ereignissen der Woche gestellt. Preise können alles sein von einer Toilettenpapier-Rolle bis zu einer Schiffsreise.
- Serien: „Who shot Simon Cowell?“ (2016) und „The Missing Crown Jewels“ (2017)
- Read My Lips: In diesem Format bekommt ein Promi Kopfhörer aufgesetzt. Zuvor ausgewählte Zuschauer müssen diesem Worte vorsprechen, welche der Promi in einer bestimmten Zeit korrekt wiederholen muss. Bei 3 richtigen Wörtern gewinnen die Zuschauer einen Platz im Publikum für die letzte Show.
- The End Of The Show Show: Dieses Format beendet die Episode meist mit einem Live-Auftritt eines Prominenten oder eines Britain’s Got Talent Teilnehmers. Ab einem bestimmten Punkt springen Ant & Dec ein und singen, tanzen (…) mit dem Prominenten.

Bereits in diesem Format waren Prominente wie Take That, Robbie Williams, Jennifer Hudson, The Vamps und viele mehr.

## Takeaway On Tour
Mit Takeaway on Tour verließen Ant & Dec das Studio in London und brachten die Show in Arenen landesweit. Die Tour startete am 6. August 2014 in Cardiff (Wales) und endete am 13. September 2014 in Dublin (Irland). Aufgrund hoher Nachfrage wurden extra-Daten hinzugefügt.
| Datum              | Stadt      | Land       | Arena              |
| ------------------ | ---------- | ---------- | ------------------ |
| 6. August 2014     | Cardiff    | Wales      | Motorpoint Arena   |
| 7. August 2014     | Cardiff    | Wales      | Motorpoint Arena   |
| 9. August 2014     | Birmingham | England    | LG Arena           |
| 10. August 2014    | Birmingham | England    | LG Arena           |
| 12. August 2014    | Leeds      | England    | First Direct Arena |
| 13. August 2014    | Leeds      | England    | First Direct Arena |
| 15. August 2014    | Manchester | England    | Phones 4u Arena    |
| 16. August 2014    | Manchester | England    | Phones 4u Arena    |
| 19. August 2014    | Glasgow    | Schottland | The SSE Hydro      |
| 21. August 2014    | Belfast    | Nordirland | Odyssey Arena      |
| 22. August 2014    | Belfast    | Nordirland | Odyssey Arena      |
| 23. August 2014    | Belfast    | Nordirland | Odyssey Arena      |
| 25. August 2014    | Glasgow    | Schottland | The SSE Hydro      |
| 26. August 2014    | Glasgow    | Schottland | The SSE Hydro      |
| 27. August 2014    | Glasgow    | Schottland | The SSE Hydro      |
| 29. August 2014    | London     | England    | The O2 Arena       |
| 30. August 2014    | London     | England    | The O2 Arena       |
| 31. August 2014    | London     | England    | Wembley Arena      |
| 2. September 2014  | Sheffield  | England    | Motorpoint Arena   |
| 3. September 2014  | Sheffield  | England    | Motorpoint Arena   |
| 5. September 2014  | Newcastle  | England    | Metro Radio Arena  |
| 6. September 2014  | Newcastle  | England    | Metro Radio Arena  |
| 7. September 2014  | Newcastle  | England    | Metro Radio Arena  |
| 9. September 2014  | Nottingham | England    | Capital FM Arena   |
| 10. September 2014 | Liverpool  | England    | Echo Arena         |
| 12. September      | Dublin     | Irland     | 3Arena             |
| 13. September      | Dublin     | Irland     | 3Arena             |